# ألبرت تشان
ألبرت تشان هو عامل اجتماعي وسياسي هونغ كونغي، ولد في 3 مارس 1955 في هونغ كونغ البريطانية في المملكة المتحدة. حزبياً، نشط في Hong Kong Association for Democracy and People's Livelihood ‏ وUnited Democrats of Hong Kong ‏ وDemocratic Party (Hong Kong) ‏ وLeague of Social Democrats ‏ وPeople Power (Hong Kong) ‏. وقد انتخب عضو المجلس التشريعي لهونغ كونغ عن دائرة New Territories West (1998 constituency) ‏ (17 مايو 2010 – 30 سبتمبر 2016) وانتخب عضو المجلس التشريعي لهونغ كونغ عن دائرة New Territories West (1998 constituency) ‏ ( – 28 يناير 2010).